# 街子镇 (绵阳市)
街子镇，是中华人民共和国四川省绵阳市游仙区曾经下辖的一个镇。2019年12月，撤销街子镇，将其所属行政区域划归新桥镇管辖。

## 行政区划
街子镇撤销前下辖以下地区：
街子乡社区、复兴村、岳家村、石庙村、高庙村、回龙村、意安村、王猛村、小堡村和九洞村。

## 中国传统村落
2012年，孟达山村被评为首批“中国传统村落”。